# Oronce Finé

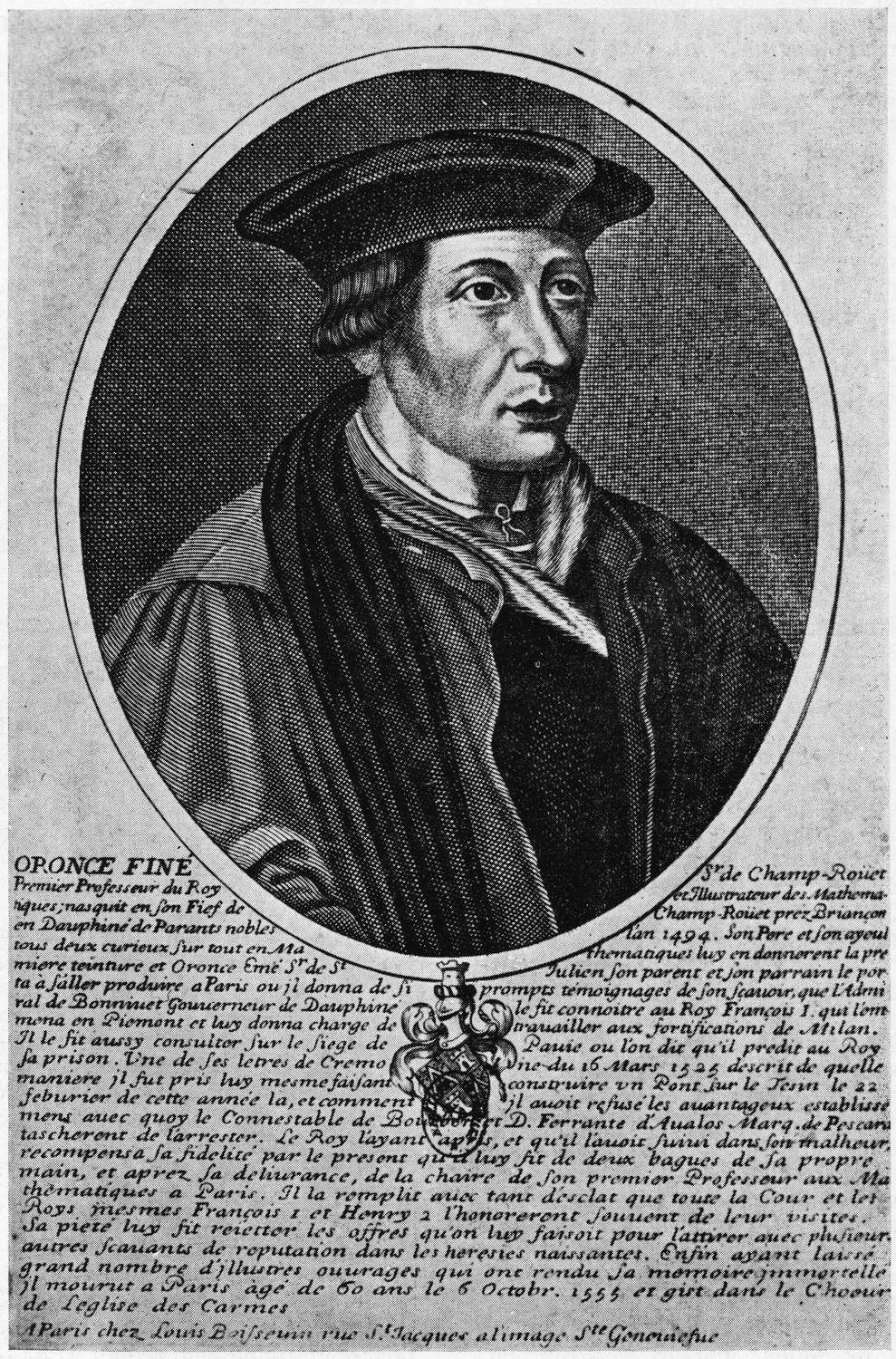
Oronce Finé

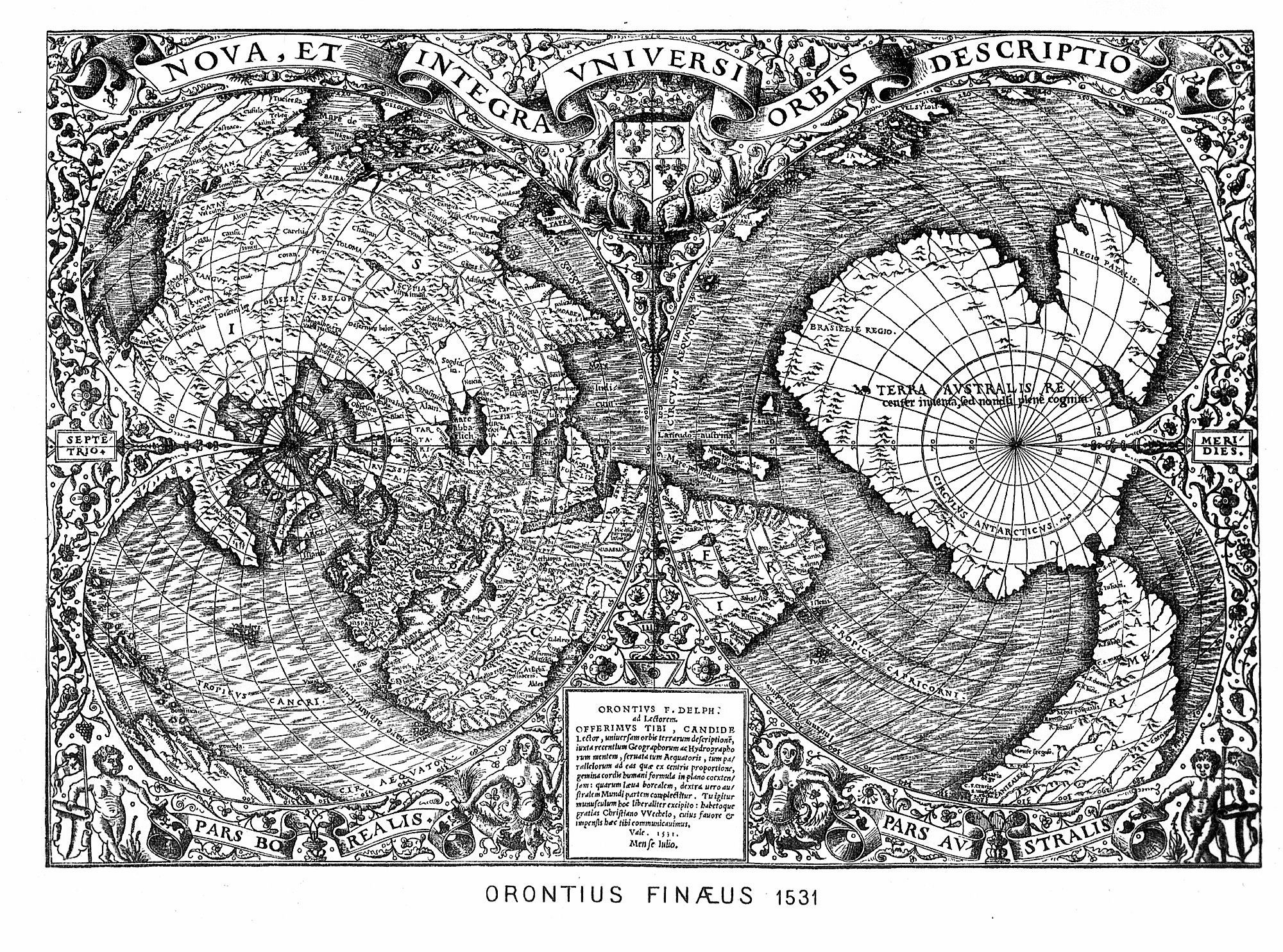
Oronteus Finnaeus wereldkaart met dubbele hartvormige projectie (1531), van Oronce Finé. Op de rechterhelft is Antarctica te zien met links ervan Zuidelijk Afrika en eronder Zuid-Amerika. Antarctica werd evenwel pas in 1819 ontdekt. Het is dan ook een raadsel hoe, aan de hand van een vage notie als Terra Australis, Antarctica getekend kon worden op een 16e-eeuwse wereldkaart.

Oronce Finé (Briançon, 20 december 1494 - Parijs, 8 augustus 1555) was een Frans wiskundige en cartograaf. Hij was de eerste titularis van de zetel voor wiskunde van het Collège Royal. Hij maakte in 1525 de eerste kaart van Frankrijk die ook in Frankrijk gedrukt werd. En hij vervaardigde verschillende wiskundige en astronomische instrumenten. Hij ontving hevige kritiek omdat hij voorhield het probleem van de kwadratuur van de cirkel te hebben opgelost.

## Werken
- Protomathesis (1530-1532), een inleiding in de theoretische en toegepaste wiskunde
- De rebus mathematicis, hatenus desideratis (1556)